# 26712 Stewart
26712 Stewart è un asteroide della fascia principale. Scoperto nel 2001, presenta un'orbita caratterizzata da un semiasse maggiore pari a 2,3870725 au e da un'eccentricità di 0,1609484, inclinata di 2,41406° rispetto all'eclittica.